# Hypargos niveoguttatus
L'amaranto fiammante (Hypargos niveoguttatus (Peters, 1868)) è un uccello passeriforme della famiglia degli Estrildidi.

## Descrizione

### Dimensioni
Misura circa 12–13 cm di lunghezza, coda compresa.

### Aspetto
Si tratta di uccelli dall'aspetto robusto, muniti di ali arrotondate, lunga coda squadrata e forte becco di forma conica.

Vertice e nuca sono di colore bruno-olivastro, mentre dorso e ali appaiono di color cannella: la coda è nera, così come neri sono ventre e fianchi, questi ultimi con ampie macchie rotonde di colore bianco, una su ciascuna penna. Faccia, gola, petto e codione sono di colore rosso cremisi nel maschio, mentre nella femmina il rosso è presente solo su petto e codione, con la testa uniformemente di colore bruno-olivastro. Gli occhi sono bruno-nerastri con anello perioculare bluastro, le zampe sono di colore carnicino-grigiastro, il becco è nero-bluastro con base più chiara.

## Biologia
Si tratta di uccelli che vivono in coppie o (all'infuori del periodo riproduttivo) in piccoli gruppi familiari, che contano solitamente meno di una decina d'individui. Dalle abitudini diurne, gli amaranti fiammanti sono uccelli assai schivi, che si muovono perlopiù nel folto del sottobosco nei pressi del terreno, alla ricerca di cibo, pronti a nascondersi nella vegetazione più fitta al minimo segnale di pericolo: per tale motivo, nonostante la colorazione piuttosto appariscente risulta difficile osservarli in natura, anche dove risultano comuni.

### Alimentazione
Questi amaranti hanno abitudini granivore, nutrendosi in massima parte di semi (principalmente piccoli semi ancora immaturi di graminacee, ma anche di bacche, frutta e insetti.

### Riproduzione
La stagione riproduttiva cade generalmente durante la seconda metà della stagione delle piogge: durante questo periodo le coppie divengono molto territoriali ed aggressive, scacciando in malo modo eventuali intrusi nei dintorni del nido.
Il nido consiste in una struttura globosa ottenuta intrecciando rametti, fili d'erba e altre fibre vegetali ed imbottita all'interno con muschio e piume: essa viene ubicata fra l'erba alta o i cespugli a poca altezza, se non addirittura direttamente al suolo, ed alla sua costruzione collaborano ambedue i sessi. Spesso al di sopra del nido è presente una seconda struttura più grossolana, all'interno della quale suole stazionare il maschio e la cui funzione è probabilmente quella di confondere eventuali predatori.
All'interno del nido vero e proprio la femmina depone 3-6 uova biancastre, che ambedue i sessi provvedono a covare per circa due settimane: sono sempre entrambi i genitori a prendersi cura dei nidiace, i quali, ciechi ed implumi alla nascita, sono in grado d'involarsi attorno alle tre settimane dalla schiusa, sebbene raramente si allontanino definitivamente dal nido prima del mese e mezzo di vita, tornandovi durante la notte per dormire coi genitori e chiedendo sempre più sporadicamente loro l'imbeccata.
L'amaranto fiammante subisce parassitismo di cova da parte del combassou verde.

## Distribuzione e habitat
L'amaranto fiammante occupa un areale piuttosto vasto che comprende la maggior parte della fascia costiera dell'Africa orientale, dal corno d'Africa a Mozambico settentrionale e ad ovest fino al Congo meridionale e orientale ed all'Angola orientale.
L'habitat di questi uccelli è rappresentato dalle aree boscose umide con fitto sottobosco, fino a 2000 m d'altitudine: questa specie è particolarmente comune nelle aree di boscaglia e nelle foreste a galleria attorno ai corsi d'acqua.

## Tassonomia
Se ne riconoscono due sottospecie:
- Hypargos niveoguttatus niveoguttatus, la sottospecie nominale, diffusa nella porzione sud-orientale dell'areale occupato dalla specie, dallo Zimbabwe al Mozambico;
- Hypargos niveoguttatus macrospilotus Mearns, 1913, diffusa lungo tutta la fascia orientale africana;

Le due sottospecie differiscono fra loro principalmente nell'intensità della colorazione bruna dorsale.
Il nome scientifico della specie, niveoguttatus, deriva dall'unione delle parole latine niveo- (prefisso per "bianco", "del colore della neve") e gutta ("goccia"), significando quindi "dalle gocce bianche", in riferimento alla colorazione dei fianchi di questi uccelli.